# 多鳞粉背蕨
多鳞粉背蕨（学名：Aleuritopteris anceps）为中国蕨科粉背蕨属下的一个种。

## 扩展阅读
維基物種上的相關：多鳞粉背蕨